# 大隅ミート産業
大隅ミート産業株式会社（おおすみミートさんぎょう）は、鹿児島県垂水市に本社を置く豚食肉加工品の製造販売及び豚家畜用飼料の販売などを行う企業である。

## 概要
1970年代に設立後、温泉水（弱アルカリ性のラドン泉）を使った養豚を行ってきた食品会社。豚の養殖から加工・販売までの工程を一括で行う。温泉水を使うことにより、豚にバランスよくミネラルを与えることができ、健康的な豚の養殖を可能とした。2002年には、この方法で養殖された豚を「桜島美湯豚（さくらじまびゆうとん）」として商標登録し、ブランド豚として売り出している。卸売りによるスーパー・飲食店での販売に加え、2009年冬よりインターネットによる直販事業を立ち上げ、限定数販売を行っている。

## 沿革
- 1973年（昭和48年）12月 - 豚製品食肉加工販売を目的に鹿児島県垂水市に大隅ミート産業株式会社を設立。
- 2002年（平成14年） 8月 - 「桜島美湯豚」が商標として登録される。